# 吉浜村 (愛知県)
吉浜村（よしはまむら）は、愛知県碧海郡にあった村。現在の高浜市の一部にあたる。

## 地理
境川河口の左岸に位置していた。

## 歴史
- 1882年（明治15年）服部新田、1886年（明治19年）頃、鞆新田が造成された[2]。
- 1889年（明治22年）10月1日、町村制の施行により、碧海郡吉浜村が単独で村制施行し、吉浜村が発足[1][2]。大字は編成せず[2]。
- 1906年（明治39年）5月1日、碧海郡高浜町、高取村と合併し、高浜町が存続して廃止された[1][2]。合併後、高浜町吉浜となる[2]。

### 地名の由来
葭草の茂る浜辺にちなむ。

## 産業
- 農業、瓦[2]

## 教育
- 1873年（明治6年）第六十二番小学校吉浜校開校[2]。1882年（明治15年）第六十四番小学吉浜校となる[2]。1887年（明治20年）第4学区小垣江学校と合併し同校分校となる[2]。1889年（明治22年）校舎新築[2]。